# Centrale nucleare di Stade
La centrale nucleare di Stade (in tedesco Kernkraftwerk Stade (KKS)) è una centrale nucleare della Germania situata presso la località di Stade nella Bassa Sassonia. La centrale è composta da un reattore BWR per complessivi 771MW di potenza.